# Wim Hoogewerff
Willem Frederik (Wim) Hoogewerff (Semarang, 29 april 1921 – Waalsdorpervlakte, 8 maart 1945) was Engelandvaarder.

## Biografie
Hoogewerff was student aan de TU Delft. Toen de loyaliteitsverklaring moest worden getekend, vertrok hij via Frankrijk naar Rome. Van daar ging hij met de Engelse troepen naar Engeland. Na de Patriotic School te hebben doorlopen, werd hij in Oranjehaven gerekruteerd door het Bureau Bijzondere Opdrachten.
In de nacht van 21 op 22 september 1944 werd hij met een speciale opdracht van koningin Wilhelmina ter hoogte van Rotterdam geparachuteerd, waar hij wapeninstructeur voor verzetsgroepen werd. In februari 1945 liep hij in een val. Hij werd hij gearresteerd en naar het Oranjehotel gebracht. Hoogewerff werd op de Waalsdorpervlakte gefusilleerd, vermoedelijk als represaillemaatregel tegen de aanslag op Rauter.
Hij werd begraven op de Noorderbegraafplaats in Hilversum.

## Onderscheidingen

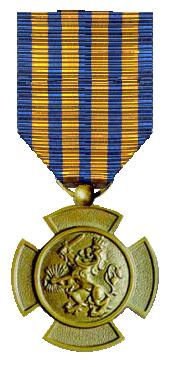
Bronzen Leeuw

Hoogewerff ontving op 11 juni 1947 postuum de King's / Queen's Commendation for Brave Conduct (KCBC). Hij werd op 2 mei 1953 postuum onderscheiden met de Bronzen Leeuw. Zijn naam staat vermeld op de Erelijst van Gevallenen 1940-1945.